# 스즈미야 하루히의 당황
《스즈미야 하루히의 당황》(涼宮ハルヒの戸惑 스즈미야 하루히노 도마도이[*])은 《스즈미야 하루히 시리즈》를 소재로 한 어드벤처 게임이다.

## 개요
《스즈미야 하루히의 당황》은 게임을 제작하는 내용을 담은 어드벤처 게임이며, 《스즈미야 하루히의 약속》에 이은 2번째 하루히 시리즈 게임이다. 초회한정판에는 〈초용사 하루히 피그마〉가 포함되어 있다.
공식 팬북이 2008년 2월 28일 발매되었다.

## 게임 내용
하루히의 스케줄로 1개월 이내에 스즈미야 하루히가 만족하는 게임을 만들어야한다. 만들어진 게임을 직접 플레이할 수도 있다.

## 스토리
평소와 다름없는 SOS단. 하루히가 컴퓨터 연구부에 맞서 게임을 만들자고 선포한다. 기간은 1개월. 기간 내에 하루히가 납득할 수 있는 초 스펙터클 게임을 만들어야 한다. 그리고 하루히가 게임 제작을 하는 진짜 목적은?

## 등장인물
쿈 (キョン)
성우 : 스기타 토모카즈
매일 하루히에게 좌지우지되고마는 게임의 주인공. 하루히의 명령으로 게임을 제작하게 된다.
스즈미야 하루히 (涼宮ハルヒ)
성우 : 히라노 아야
SOS단 단장. 소망을 실현시키는 능력을 가지고 있지만, 본인은 깨닫지 못하고 있다.
나가토 유키 (長門有希)
성우 : 치하라 미노리
은하를 통괄하는 정보통합사념체에 의해 만들어진 '대 유기 생명체 접촉용 휴머노이드 인터페이스'. 쉽게 말해 우주인
아사히나 미쿠루 (朝比奈みくる)
성우 : 고토 유코
SOS단의 마스코트 캐릭터. 미래에서 온 미래인.
코이즈미 이츠키 (古泉一樹)
성우 : 오노 다이스케
초능력을 가진 전학생. 게임에서의 능력은 폐쇄 공간에 침입해 신인을 쓰러트리는 능력이다.
츠루야씨 (鶴屋さん)
성우 : 마츠오카 유키
언제나 활발한 선배. 아사히나 미쿠루의 이 시간 친구
타니구치 (谷口)
성우 : 시라이시 미노루
쿈의 친구 그 1
쿠니키다 (国木田)
성우 : 마츠모토 메구미
쿈의 친구 그 2
아사쿠라 료코 (朝倉涼子)
성우 : 쿠와타니 나츠코
쿈의 클래스메이트였지만, 캐나다로 전학을 갔다 (본편 내용 참조). 이 작품에서는 만든 게임의 캐릭터로 등장
쿈의 여동생 (キョンの妹)
성우 : 아오키 사야카
쿈의 여동생. 고양이인 샤미센을 무척 좋아한다.
컴퓨터 연구부 부장 (コンピュータ研究部部長)
성우 : 코부시 노부유키
SOS단 아지트 근처에 있는 컴퓨터 연구부의 부장. 이들도 게임을 제작하고 있다.